# Catochrysops
Catochrysops är ett släkte av fjärilar. Catochrysops ingår i familjen juvelvingar.

## Bildgalleri

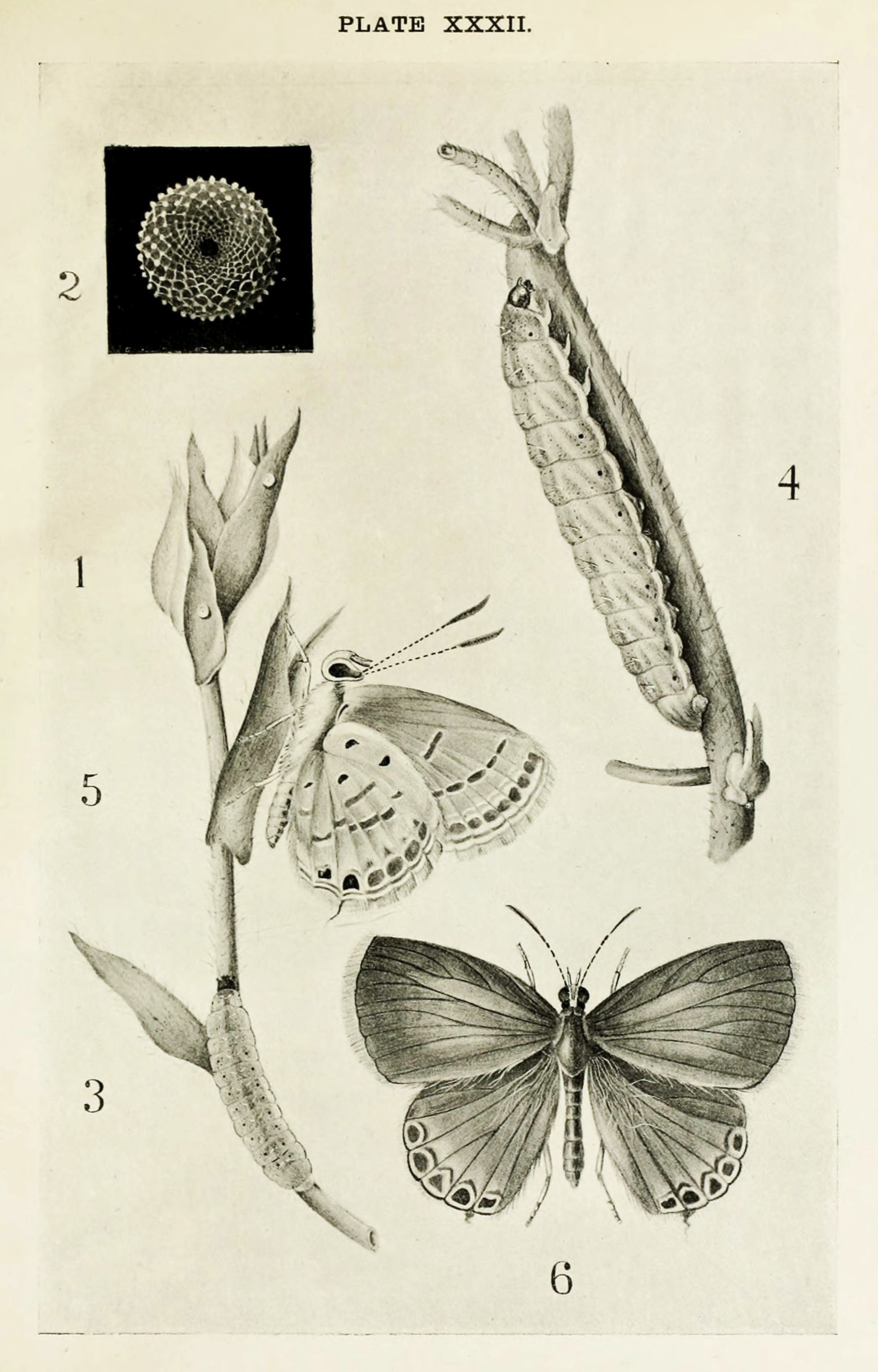

## Dottertaxa tillCatochrysops, i alfabetisk ordning[1]
- Catochrysops amasea
- Catochrysops andamanica
- Catochrysops argentata
- Catochrysops asoka
- Catochrysops batchiana
- Catochrysops bengalia
- Catochrysops binna
- Catochrysops caerulea
- Catochrysops caledonica
- Catochrysops celebensis
- Catochrysops didda
- Catochrysops exiguus
- Catochrysops insularis
- Catochrysops kandarpa
- Catochrysops lithargyria
- Catochrysops luzonensis
- Catochrysops naerina
- Catochrysops nubila
- Catochrysops pampolis
- Catochrysops panormus
- Catochrysops papuana
- Catochrysops pepe
- Catochrysops perakana
- Catochrysops pura
- Catochrysops puru
- Catochrysops reducta
- Catochrysops rennellensis
- Catochrysops riama
- Catochrysops strabo
- Catochrysops taitensis
- Catochrysops tijua
- Catochrysops timorensis
- Catochrysops vanwoerdeni
- Catochrysops vapanda